# Otto Toepfer & Sohn
Das Unternehmen Otto Toepfer & Sohn war im Deutschen Kaiserreich ein renommiertes Unternehmen der Feinmechanik und Optik mit Sitz in Potsdam. 1919 wurde es von dem Unternehmen Carl Bamberg übernommen und ging in den Askania-Werken auf.

## Geschichte

### Gründung durch Otto Toepfer
Otto Toepfer (1845–1914) ging beim Mechaniker P. Barrand in Berlin in die Lehre. In dieser Zeit besuchte er auch Kurse in Zeichnen, Mathematik, Physik und Technologie. Nach Abschluss der Lehre 1864 arbeitete er als Gehilfe u. a. in den Werkstätten Pistor & Martins und Franz Schmidt & Haensch in Berlin sowie Schieckert in Dresden. 1867 besuchte er mit einem staatlichen Stipendium die Pariser Weltausstellung. Von 1870 bis 1873 war Toepfer Gehilfe bei Edmund Hartnack in Potsdam. 1873 gründete er seine eigene Werkstatt und war zunächst hauptsächlich Zulieferer Hartnacks. 

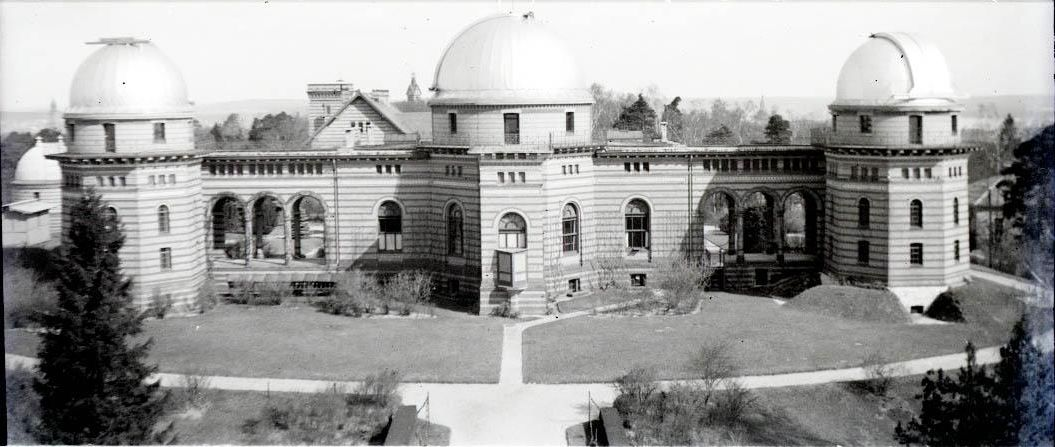
Astrophysikalisches Observatorium Potsdam

Nachdem am 1. Juli 1874 das Astrophysikalische Observatorium (AOP) auf dem Potsdamer Telegrafenberg gegründet worden war, gelang es Toepfer in den darauf folgenden Jahren immer wieder Aufträge zur Fertigung der benötigten Instrumente zu erhalten. Besonders mit Hermann Carl Vogel, Observator am AOP ab 1874 und Direktor ab 1882, der Toepfers Geschicklichkeit und Fachverstand hoch schätzte, verband ihn eine enge Zusammenarbeit. Toepfer fertigte nach den Plänen Vogels  und seines Mitarbeiters Johannes Franz Hartmann eine Reihe sukzessiv verbesserter Spektrografen, mit denen Radialgeschwindigkeiten von Sternen gemessen und die spektroskopischen Doppelsterne entdeckt wurden. Die optischen Teile bezog Toepfer bei Carl August von Steinheil in München. Zum Testen der Empfindlichkeit der Fotoschichten seiner Spektrografen entwickelte er ein Sensitometer nach Julius Scheiner. Für die Auswertung der Spektren konstruierte er ein Messmikroskop nach den Angaben Vogels. Innovative Instrumente stellte Toepfer auch für die Fotometrie her. Er konstruierte registrierende Keilfotometer und entwickelte das Zöllner-Fotometer weiter. Das international hohe Ansehen des AOP war auch auf die ausgezeichneten Präzisionsinstrumente Toepfers zurückzuführen.

### Weiterführung durch Reinhold Toepfer

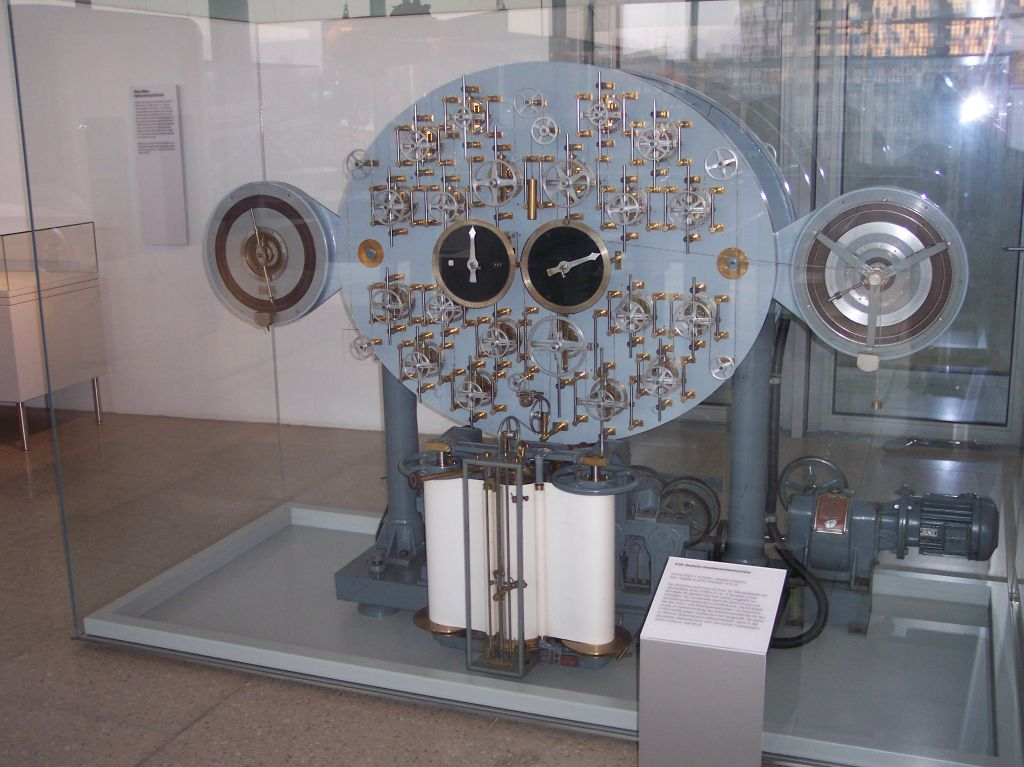
Gezeitenrechenmaschine von Otto Toepfer & Sohn

1896 übergab Otto Toepfer die technische Leitung des Betriebs, der damals etwa zehn Gehilfen und zwölf Lehrlinge beschäftigte, an seinen Sohn Reinhold (1873–1951). 1900 wurde der Unternehmensname (Firma) in Otto Toepfer & Sohn, Werkstätten für wissenschaftliche Instrumente geändert und 1910 zog sich Otto Toepfer aus der Geschäftsleitung zurück. Reinhold Toepfer war bei seinem Vater in die Lehre gegangen und hatte anschließend als Gehilfe bei Carl Zeiss in Jena gearbeitet. Ihm ist es zu verdanken, dass bald auch das 1891 gegründete Meteorologisch-Magnetische Observatorium Potsdam zu den Kunden des Unternehmens gehörte. Toepfer stattete 1901 die Antarktis-Expeditionen Erich von Drygalskis und Robert Falcon Scotts ebenso wie 1902 die Polarexpedition Roald Amundsens mit magnetischen Instrumenten aus, die nach den Plänen des ersten Leiters des Observatoriums Max Eschenhagen gefertigt worden waren. Auch Alfred Wegener benutzte auf der Danmark-Expedition 1906–1908 in Grönland einen Magnetografen Toepfers. Als das Magnetische Observatorium, gestört durch die anderen Einrichtungen auf dem Telegrafenberg, 1906 nach Seddin umzog, lieferte Toepfer nach Plänen Adolf Schmidts einen Großteil der Instrumente.
Das Unternehmen Otto Toepfer & Sohn war auch Lieferant der anderen Potsdamer wissenschaftlichen Institute. Für das Königlich Preußische Geodätische Institut stellte sie einen Fünf-Meter-Komparator her. Der Umzug der Berliner Sternwarte nach Potsdam-Babelsberg wurde von Toepfer ausgeführt, der auch einen Astrografen und ein Durchgangsinstrument lieferte. Nach Vorgaben Friedrich Kühnens  (1858–1940) wurde 1915 im Auftrag des Reichsmarineamts die erste deutsche Gezeitenrechenmaschine gebaut.
Obwohl das Unternehmen international angesehen war und mit seinen Instrumenten Preise errang (Grand Prix auf den Weltausstellungen in Paris 1900 und St. Louis 1904 sowie eine Goldmedaille auf der Weltausstellung in Mailand 1906), geriet es wirtschaftlich immer wieder in Schwierigkeiten und musste bei seinem wichtigsten Auftraggeber, dem Staat, um größere Vorschüsse nachsuchen, die regelmäßig gewährt wurden. Als die Aufträge nach dem Ersten Weltkrieg ausblieben, musste 1919 das Konkursverfahren eröffnet werden. Otto Toepfer & Sohn wurde noch im selben Jahr von dem Unternehmen Carl Bamberg übernommen und 1921 ein Teil der Askania Werke AG.